# Пробстайерхаген
Пробстайерхаген (нем. Probsteierhagen) — община в Германии, в земле Шлезвиг-Гольштейн.
Входит в состав района Плён. Подчиняется управлению Пробстай. Население составляет 2078 человек (на 31 декабря 2010 года). Занимает площадь 14,95 км².